# Боллигер, Макс
Макс Боллигер (нем. Max Bolliger; род. 3 декабря 1917 года в Ольтене, Швейцария) — швейцарский шоссейный велогонщик, выступавший с 1937 по 1947 год.

## Достижения
1937
3-й Тур дю Лак Леман
1939
2-й Тур Швейцарии